# Peter Dehler
Peter Dehler (* 1963 in Leipzig) ist ein deutscher Dramatiker und Regisseur.

## Leben
Peter Dehler erhielt nach dem Abschluss der 10. Klasse eine Berufsausbildung als Elektriker. Mit 17 Jahren wurde er Mitglied der Rockband »Knäckebrot«. Es folgten Auftritte als Liedermacher und Schauspieler am »Poetischen Theater Louis Fürnberg« in Leipzig, wo er auch als Regisseur und Techniker wirkte. Von 1986 bis 1990 war er Student an der Hochschule für Schauspielkunst „Ernst Busch“ Berlin. Dehler war von 1999 bis 2016 Schauspieldirektor am Mecklenburgischen Staatstheater Schwerin.
Im Sommer 2014 war Dehler Regisseur bei den Störtebeker-Festspielen in Ralswiek auf der Insel Rügen.
Peter Dehler hat fünf Kinder. Er wohnt in Schwerin und Berlin.

## Stücke (Auswahl)
- 1986: Ich sehe was, was du nicht siehst (UA: 1986 in Leipzig)
- 1986: Die geliebte Domenrose
- 1987: Die Mauersegler
- 1987: Edgar und Marie
- 1988: Der Beißkorb
- 1989: Die Wächter
- 1993: Glatze (UA: 1993 in Schwerin)
- 1993: SOS (UA: 1994 in Schwerin)
- 1996: Sprachlos (UA: 1996 in Schwerin)
- 1997: Die Olsenbande dreht durch (UA: 1997 in Cottbus)
- 1997: Niemand (UA: 1997 in Bad Hersfeld)
- 1998: Fisch sucht Fahrrad (UA: 1998 in Potsdam)
- 1990–2003: Sechs Kabarettprogramme
- 2004: Alle Neune (UA: 2004 in Schwerin)
- 2007: Dracula (UA: 2007 in Schwerin)
- 2011: Deutschland sucht das Suppenhuhn
- 2012: Die 39 Stufen
- 2013: Weltall – Erde – Mensch. Der etwas andere Liederabend
- 2013: Wie im Himmel
- 2013: The Producers – Ein Mel Brooks Musical
- 2016: Wann, wenn nicht jetzt? – Ein Rio Reiser Liederabend (UA: 2016 in Halle, Neues Theater)
- 2016: Am kürzeren Ende der Sonnenallee (Bühnenbearbeitung; UA: 2016 in Hamburg, Altonaer Theater)
- 2019: Annie